# Multiple buffering

Comparaison entre simple, double et triple buffuring.

Le multiple buffering est une technique informatique permettant d'optimiser le débit d'opérations d'entrées-sorties. C'est une extension du concept de double-buffering.

## Double buffering
Le double buffering est une technique informatique simple datant des années 1960 et permettant d'effectuer des entrées-sorties avec un meilleur débit. Il consiste à paralléliser les opérations de lecture et d'écriture. Il a été ensuite généralisé à un nombre quelconque de périphériques, et on parle alors de buffering multiple. La généralisation du problème a été formalisée et résolue par Edsger Dijkstra.

## Sans double buffering
Imaginons un programme devant lire des cartes perforées sur un lecteur et les lister au fur et à mesure sur une imprimante. Sur un système ne disposant pas de spool ni de possibilités de programmation multitâche excepté pour les pilotes (comme par exemple sur l'IBM 1130), le programme doit effectuer en séquence les choses suivantes :
1. Lire une carte dans une mémoire tampon (buffer) ;
2. Convertir ce qui a été lu du code physique du lecteur de cartes à celui de l'imprimante ;
3. Lancer l'impression de ce qui a été converti.

Une seule de ces opérations peut avoir lieu à la fois. Pour un lecteur typique de petite machine faisant 600 cartes par minute et une imprimante 600 lignes par minute, la première imposera un délai de 10 millisecondes que l'on aurait pu utiliser à imprimer une ligne sur l'imprimante si cette ligne avait été déjà disponible. La solution consiste à lire une carte d'avance et à imprimer pendant ce temps le contenu de la carte précédente s'il y en avait une. L'opération se termine avec l'impression de la dernière ligne sans lecture de carte. On voit apparaître les trois étapes du programme : initialisation, traitement, terminaison.

## Triple buffering
Le triple buffering est utilisé en particulier dans le cadre de l'affichage graphique et permet d'augmenter la fréquence de rafraichissement et la fluidité des images.